# Karl Gooss (lelkész)
id. Karl Gooss (1815. – 1848. december 31.) erdélyi szász evangélikus lelkész, országgyűlési képviselő.
1845-ben Szászdálya evangélikus lelkésze lett. Ebben a minőségében Segesvár városa a kolozsvári egyesítési országgyűlésre küldte, ahol képviselőtársait arra bírta, hogy beleegyezzenek Erdélynek Magyarországgal való egyesítésébe. Később képviselőnek Pestre küldték.